# Tame (ort)
Tame är en ort i Colombia.   Den ligger i departementet Arauca, i den centrala delen av landet, 300 km nordost om huvudstaden Bogotá. Tame ligger 303 meter över havet och antalet invånare är 29 099.

## Geografi
Terrängen runt Tame är platt åt sydost, men åt nordväst är den kuperad. Terrängen runt Tame sluttar brant österut. Runt Tame är det glesbefolkat, med 10 invånare per kvadratkilometer. Det finns inga andra samhällen i närheten. Omgivningarna runt Tame är huvudsakligen savann.

## Infrastruktur
Utanför Tame ligger Gabriel Vargas Santos flygplats.